# Кольчатая водяная кобра
Кольчатая водяная кобра (лат. Naja annulata) — вид ядовитых змей из семейства аспидов.

## Внешний вид
Крупная змея с общей длиной тела 1,4—2,2 и максимальной длиной — 2,7 м. Масса тела до 4 кг. Голова широкая и плоская. Глаза тёмные, среднего размера, с круглым зрачком. Туловище цилиндрическое, покрыто блестящими гладкими чешуями, расположенными в 21—23 ряда вокруг середины тела. Хвост длинный, занимает около четверти общей длины. На нижней стороне тела имеется 192—218 брюшных и 67—78 пар подхвостовых щитков. Анальный щиток один. Позади ядовитых клыков на верхней челюсти расположено несколько маленьких зубов. 
Окраска достаточно разнообразная. Спина покрыта рисунком из поперечных полос на коричневом фоне, темнеющем по направлению к хвосту. Брюхо кремовое или жёлтое. В разных частях ареала окраска спины отличается. Так, змеи из южной и центральной части Танганьики обычно серо-коричневые, коричневые или жёлто-коричневые с двумя или тремя узкими поперечными полосами на шее, иногда с чёрными пятнами по её бокам. К северу число полос на шее возрастает (до 7), а окраска становится более коричневой. В восточной части ДРК и Руанде кобры оранжево-коричневые с ярко-оранжевым брюхом и широкими полосами по всей длине туловища. Считается, что поперечнополосатый рисунок является маскировочным, будучи адаптацией к водному образу жизни.

## Ареал
Широко распространена в Центральной Африке от Южного Камеруна и Габона до восточной части озера Танганьика, включая крупные впадающие в него реки; в ДРК, Бурунди, Танзании и Замбии, а также северной оконечности озера Мверу. Известна также из крайней северо-восточной части Анголы, а также северной части бассейна Конго от ЦАР до Камеруна. Встречается на высоте до 800 м над уровнем моря.

## Образ жизни
Предпочитает крупные реки и озёра. Активна в основном днём, хотя может выходить из своих убежищ и ночью. Хорошо плавает под водой до 10 минут и ныряет на глубину до 25 м. Питается почти исключительно рыбой, а также лягушками, жабами и другими земноводными.
Яйцекладущий вид.

## Яд
Яд достаточно сильный. Мышиная полулетальная доза, при внутрибрюшинном введении, составляет 0,143 мг/кг, что, по данному показателю, соответствует 13 месту среди ядовитых змей. В исследовании на мышах наблюдалось тахипноэ с последующей быстрой смертью, сопровождавшейся миоклонией и мочеиспусканием. Яд эффективно нейтрализуется поливалентной сывороткой SAIMR. Вместе с тем, нападения змей этого вида на человека случаются редко в связи с его неагрессивностью.
Цитотоксический эффект яда кольчатой водяной кобры самый слабый среди всех настоящих кобр, в то же время нейротоксический эффект сильнее, чем у ближайшего родственного вида — чёрно-белой кобры. Нейротоксический эффект обеспечивается альфа-нейротоксинами.

## Численность и угрозы
В низменной части ареала вид считается обычным видом, хотя в высокогорных районах на востоке встречается реже. Несмотря на то, что в бассейне Конго численность вида несколько снижается из-за случайных выловов во время рыбной ловли, а в некоторых местах, например в Танганьике, кобр используют в пищу, в целом численность вида считается стабильной. В связи с этим Международный союз охраны природы отнёс вид к категории вызывающих наименьшие опасения.